# Parafia św. Marcina w Opatowie
Parafia pw. św. Marcina w Opatowie – parafia rzymskokatolicka znajdująca się w diecezji sandomierskiej w dekanacie Opatów. Parafia erygowana w XI lub XII wieku przy kościele NMP (obecnie bernardynów). W 1471 roku przeniesiona do kolegiaty i inkorporowana do Kapituły. W 1989 roku parafia została odłączona od Kapituły i podzielona na dwie parafie. Druga parafia utworzona została przy kościele ojców bernardynów. Obecny kościół kolegiacki i parafialny pod wezwaniem św. Marcina zbudowany w drugiej połowie XII wieku z kamienia ciosowego, na planie krzyża łacińskiego, trójnawowy, bazylikowy z transeptem, orientowany, w stylu romańskim, z dwuwieżową fasadą. Mieści się przy ulicy Grota-Roweckiego.

## Linki zewnętrzne

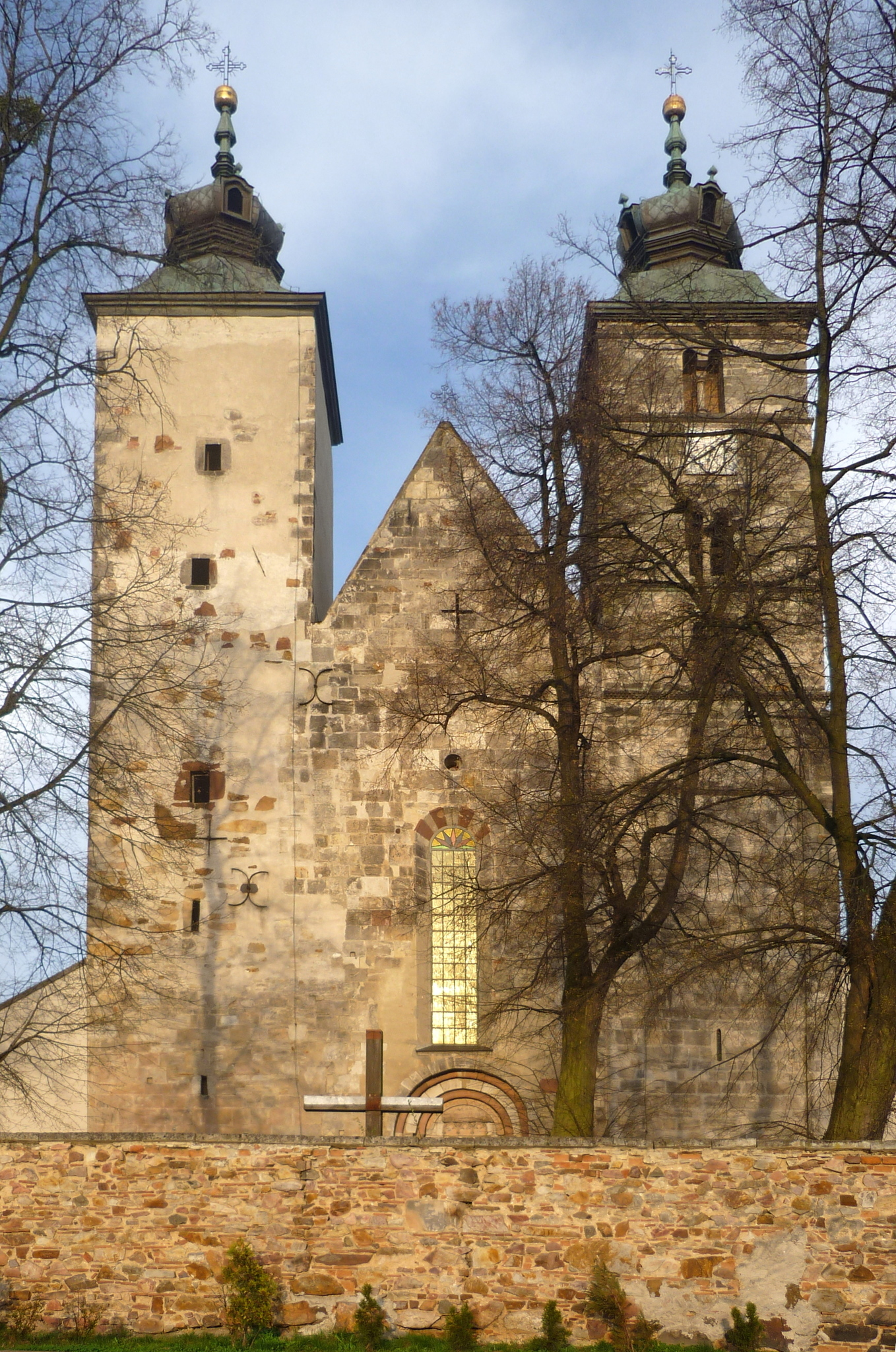
Kolegiata św. Marcina